# コンパス座デルタ星
コンパス座δ星（コンパスざデルタせい、δ Circini、δ Cir）は、コンパス座にある連星である。見かけの合成等級は5.075と、肉眼でもみえる明るさである。太陽からの距離は、およそ3700光年である。分光連星かつ食連星で、いずれも高温の3つの恒星からなるとみられる。

## 星系
コンパス座δ星は、西にみえる13等のG型星との二重星として、19世紀から観測されているが、この2つの恒星は見かけだけの関係であると考えられる。
20世紀半ばに、南アフリカのラドクリフ天文台による観測で、時期によって視線速度が大きく変わることがわかり、その後、古い乾板の分析と1年半に及ぶ監視の結果、視線速度曲線が描かれ、軌道要素が求められて、分光連星であることが明らかとなった。
ヒッパルコス衛星による観測で、光度曲線が得られると、分光観測からわかった軌道周期と同じ周期で、2度の光度低下を示すことがわかり、コンパス座δ星がアルゴル型の食連星でもあることが示された。
紫外線天文衛星IUEによる紫外スペクトルが得られると、主星と伴星の視線速度をはっきり分けることができ、更に、軌道位相に応じた線輪郭の分析によって、第3のスペクトル成分が存在することも示され、コンパス座δ星が分光三重連星であることがわかった。後に、この第3星はVLTの近赤外線干渉撮像装置（PIONIER）によって分解され、北西-南東方向に3.8ミリ秒離れており、等級差は1.7等と報告された。
コンパス座δ星は、二重星であることが先にあり、元々のコンパス座δ星がコンパス座δ星A、見かけの伴星がコンパス座δ星Bとなっていたので、分光三重連星は、主星がコンパス座δ星Aa、伴星がコンパス座δ星AbとAcで、コンパス座δ星AaとAbの対が食連星、離れた第3星がコンパス座δ星Acとされる。

## 特徴

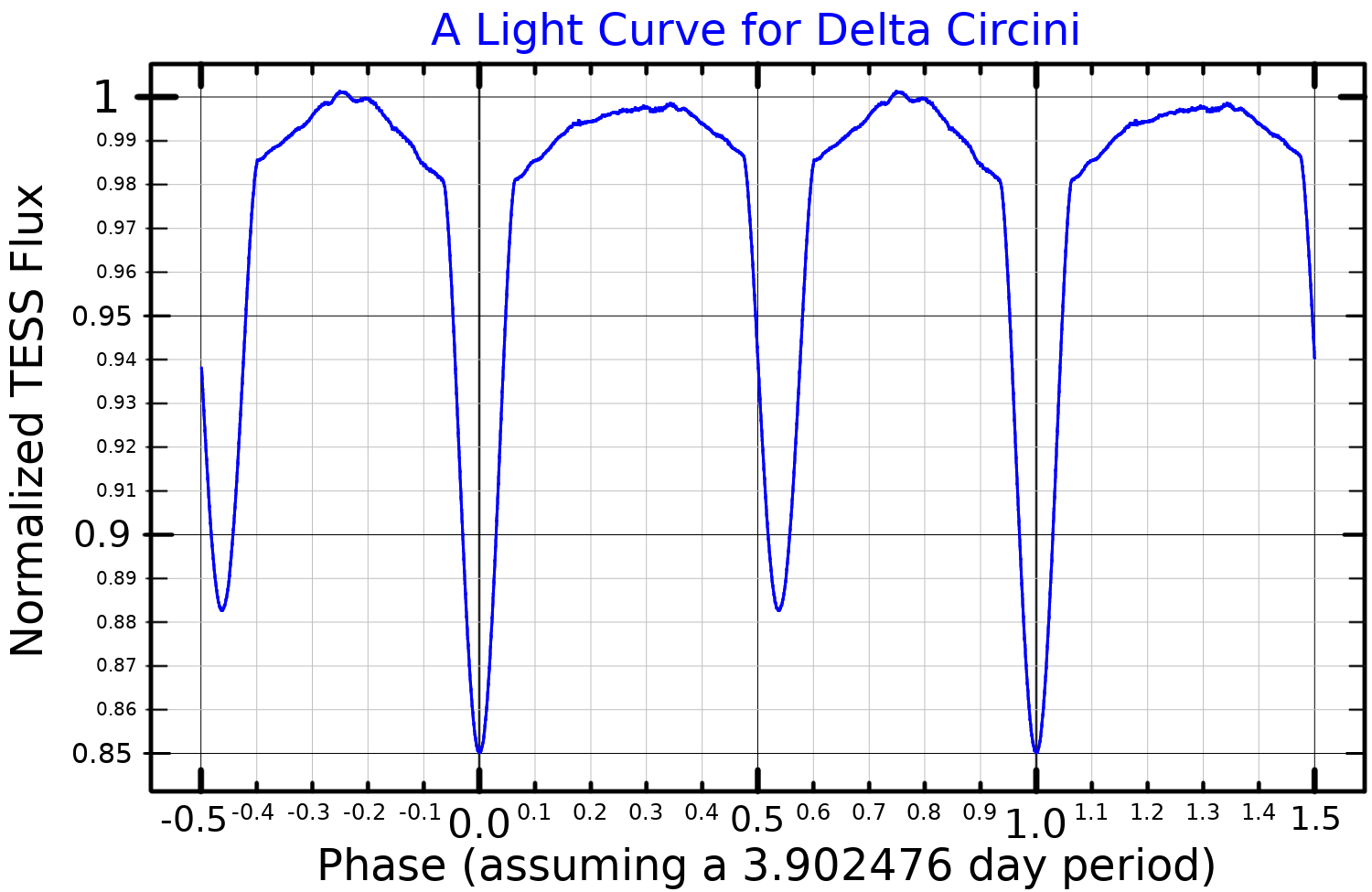
TESSの観測結果に基づくコンパス座δ星の光度曲線。

コンパス座δ星Aのスペクトル型は、全体としてはO8 V型に相当する。個別の恒星では、主星のコンパス座δ星Aaのスペクトル型がO8 IV、伴星のコンパス座δ星Abのスペクトル型がO9.5 V、コンパス座δ星Acのスペクトル型がB0.5 Vと推測され、いずれも高温高光度の恒星である。
コンパス座δ星AaとAbの対は、周期3.90日で、離心率が0.06と円に近い軌道を公転し、軌道長半径は太陽半径の35倍くらいとかなり接近している。また、この2星は食連星でもあり、食の減光の深さと継続時間から、より詳しい系の情報もわかっており、軌道傾斜角が約78度、質量はAaが太陽の20倍、Abが太陽の11.4倍、半径はAaが太陽の9.3倍、Abが太陽の5.3倍程度と見積もられている。
コンパス座δ星Acは、コンパス座δ星AaとAbの対の周りを、約1644日周期で公転しており、軌道長半径はおよそ10天文単位、離心率は0.4程度でだいぶ細長い楕円軌道をとる。質量は、コンパス座δ星Abよりも大きいとみられ、干渉計で得られた主星系との等級差と合わせて、コンパス座δ星Acもまた連星である可能性が指摘されている。

### 星周領域
コンパス座δ星は高温度星で、強力な恒星風が出ていることが期待され、それが星間物質と相互作用すれば、衝撃波が形成される。実際に、コンパス座δ星では、赤外線天文衛星IRASの遠赤外線（波長60 μm）と水素のHα線の掃天観測で、バウショックの構造が検出されており、恒星から13分程離れた位置に、厚さ200天文単位程度の層ができている。